# Wodożytka nowozelandzka
Wodożytka nowozelandzka (Potamopyrgus antipodarum), dawniej: wodożytka Jenkinsa – gatunek małego ślimaka słonawo- i słodkowodnego z podgromady przodoskrzelnych (Prosobranchia). Jest jednym z trzech gatunków w rodzaju Potamopyrgus opisanych z Nowej Zelandii. Gatunek eurytopowy, generalista siedliskowy i pokarmowy, zasiedlający różne typy zbiorników wodnych i cieków. Jedyny ślimak partenogenetyczny występujący w Polsce. Gatunek inwazyjny w wielu krajach, w tym i w Polsce; może występować masowo. Jego ekspansja może mieć negatywny wpływ na rodzime gatunki mięczaków.

## Systematyka
Wodożytka nowozelandzka jest jednym z gatunków w rodzaju Potamopyrgus, należącym do rodziny źródlarkowatych (Hydrobiidae) i obejmującym słodko- i słonawowodne gatunki pochodzące z Nowej Zelandii i Australii.

### Etymologia nazwy
Nazwa gatunkowa odnosi się do środowiska życia ślimaka (ποταμός, greka – potok, strumień), kształtu muszli (πύργος, greka – wieżyczka) oraz jego pochodzenia (antipodarum, łac. – pochodzący z antypodów).
W monografii Dieffenbacha z 1843 roku poświęconej Nowej Zelandii gatunek opisany jest jako Amnicola antipodanum (na str. 241, w rozdziale napisanym na podstawie notatek J.E. Graya). Autor gatunku (Gray) wskazał w kolejnej publikacji, że w nazwę gatunkową wkradła się literówka (antipodanum zamiast antipodarum) i zaproponował poprawkę (Amnicola antipodarum). W wyniku rewizji uznano pierwszeństwo skorygowanej nazwy A. antipodarum, jednocześnie odrzucając propozycje innych autorów (m.in. P. antipodum). W Europie ślimak ten został opisany w roku 1889 przez E.A. Smitha jako osobny gatunek Hydrobia jenkinsi, ponieważ nie przypuszczano wtedy jeszcze, że mogą to być osobniki należące do gatunku pochodzącego z Nowej Zelandii. Dopiero skrupulatne porównanie przedstawicieli tych trzech gatunków przez Pondera dowiodło, że P. jenkinsi oraz P. niger, opisywany z Australii, to nazwy synonimiczne jednego gatunku P. antipodarum, który został zawleczony z Nowej Zelandii przez człowieka.
Holotyp: w zbiorach British Museum (Natural History), pochodzenie – Nowa Zelandia, wody słodkie.

## Cechy morfologiczne

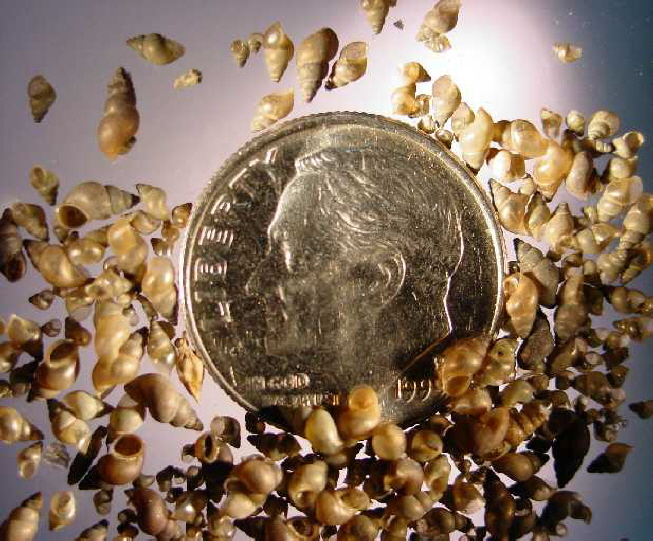
Muszle osobników wodożytki nowozelandzkiej z różnych stadiów rozwoju osobniczego (moneta na rysunku ma średnicę 18 mm).

Muszla grubościenna, jajowato-stożkowata, o barwie od jasno- do ciemnobrązowej, z 5–6 skrętami, narastającymi szybko i równomiernie, bardzo delikatnie prążkowana. Szew niezbyt mocno wcięty. Dołek osiowy zakryty. Otwór muszli zamknięty cienkim wieczkiem. Wieczko rogowe, czerwonawe, półprzezroczyste, o budowie spiralnej. Kształt otworu muszli eliptyczny lub jajowaty o połączonych brzegach, w górnej części zwykle zaostrzony. U niektórych osobników na muszli wzdłuż środka skrętów występuje ornamentowana krawędź (Potamopyrgus antipodarum f. carinata J. T. Marshall, 1889). Populacje nowozelandzkie cechuje duży polimorfizm fenotypowy, tak w odniesieniu do morfologii muszli, która może mieć różnie rozwiniętą muszlę embrionalną, być gładka bądź zaopatrzona w kolce lub wyrostki, będące wytworem periostracum (niezwapniałe), jak i budowy raduli.
Wysokość muszli osobników występujących w Nowej Zelandii wynosi od 4 do 11,5 mm, zazwyczaj: 5–6,5 mm, szerokość 2–3,5 mm.
Barwa ciała zmienna, grzbietowa strona ciała zwykle ciemnoszara, brązowa lub czarna, stopa jasnoszara. Na szczycie ryjka jasna opaska.

## Występowanie
Gatunek był endemitem, występującym początkowo wyłącznie w wodach słonawych i słodkowodnych ciekach i zbiornikach wodnych na Nowej Zelandii i niewielkich wysepkach z nią sąsiadujących.

### Ekspansja

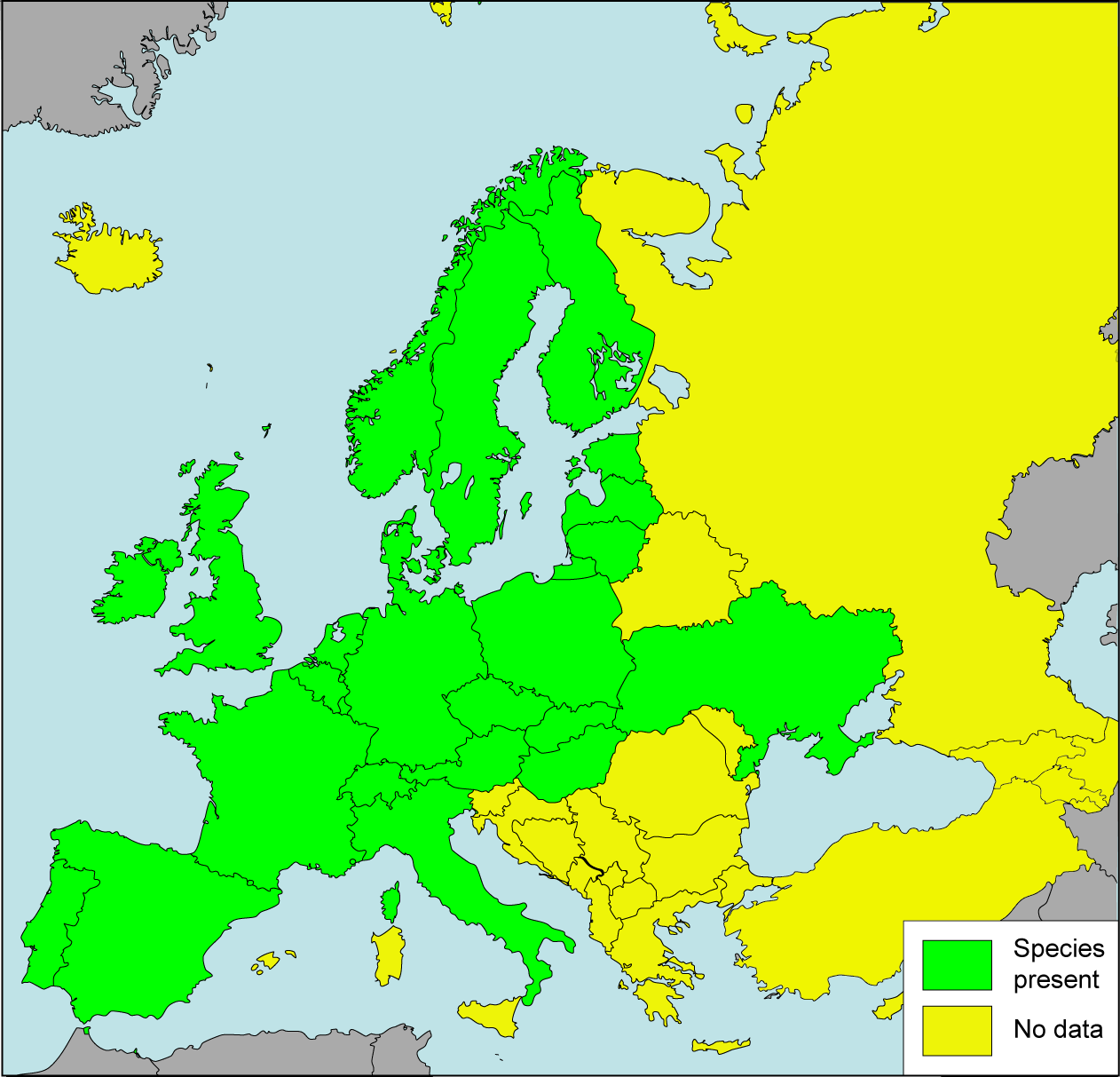
Występowanie wodożytki nowozelandzkiej w Europie. Kolorem zielonym zaznaczono kraje, w których stwierdzono jej obecność (dane na podstawie Fauna Europaea, stan w 2010 roku).

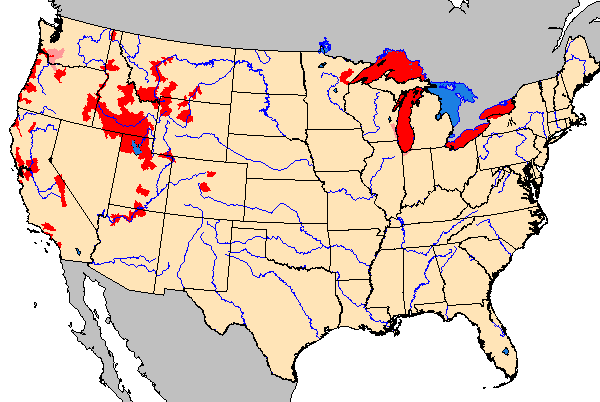
Występowanie wodożytki nowozelandzkiej w Stanach Zjednoczonych Ameryki (stan na 2009 rok). Kolorem czerwonym zaznaczono zbiorniki wodne, w których stwierdzono jej obecność.

Partenogenetyczna forma wodożytki nowozelandzkiej w ciągu ostatnich 150 lat skolonizowała Europę, Australię i Amerykę Północną, najprawdopodobniej zawleczona z wodami balastowymi statków. Aktywna dyspersja wynosi do 6 m/h. Do Stanów Zjednoczonych wodożytka nowozelandzka najprawdopodobniej zawleczona została niezależnie co najmniej dwukrotnie – na zachodnie wybrzeże (stwierdzono ją po raz pierwszy w rzece Snake River (Idaho) w roku 1987) i do Wielkich Jezior. W Europie po raz pierwszy zaobserwowano ją w ujściu Tamizy, w roku 1859. Na kontynencie pojawiła się w 1887 roku – znaleziono ją wtedy w Zatoce Wismarskiej, a w wodach śródlądowych w 1916 roku. Od tego czasu rozprzestrzeniła się w wodach śródlądowych, przyujściowych strefach rzek i wodach słonawych w niemal całej Europie. Stała się jednym z najpowszechniej występujących obcych gatunków makrozoobentosowych w Europie. W Polsce ślimak ten notowany jest od 1933 roku – stwierdzono go wówczas w jeziorze Trląg koło Inowrocławia. Obecnie występuje już w zbiornikach wodnych pobrzeża Bałtyku, Pojezierza Pomorskiego, Niziny Wielkopolskiej, Pojezierza Iławskiego, Pojezierza Mazurskiego, Pojezierza Suwalskiego i Górnego Śląska.

## Biologia i ekologia

### Zajmowane siedliska
Wodożytka nowozelandzka jest organizmem eurytopowym i generalistą siedliskowym, występującym w różnych typach siedlisk w nizinnych rzekach, strumieniach górskich, jeziorach i źródłach, w wodach o zróżnicowanej twardości, na podłożu piaszczystym, mulistym, kamienistym oraz wśród roślin wodnych. Osobniki mają tendencję do tworzenia skupisk, zwykle na niewielkiej głębokości.
Poza obszarem naturalnego występowania zasiedla też wody słonawe i strefy ujściowe rzek, toleruje zasolenie do 26,4‰, choć rozmnażać się może jedynie w wodach o zasoleniu nieprzekraczającym 17,5‰.
Zasięg pionowy występowania w zbiornikach wodnych dochodzi do 25 m głębokości. Najliczniej jednak mięczak ten występuje na niewielkich głębokościach (do 0,5 m), zwłaszcza na styku wody i lądu, gdzie intensywne mieszanie wody zapewnia dobre natlenienie. Występuje licznie w siedliskach charakteryzujących się obfitością makrofitów, ale także w matach glonów nitkowatych dryfujących w pelagialu. Wykazuje fototaksję ujemną, pozytywną reotaksję oraz odporność na wysychanie, dobrze znosi wahania temperatury wody (w zakresie od 0 do 34 °C), może występować zarówno w zbiornikach zimnych, jak i zasilanych podgrzaną wodą zrzutową z elektrowni.
W wodach o podwyższonej trofii (umiarkowanie eutroficznych) osobniki tego gatunku wykazują większe tempo wzrostu i jego zagęszczenia są większe, jednakże silna eutrofizacji i zanieczyszczenie ściekami ogranicza ich występowanie. W niektórych siedliskach obserwowano ekstremalnie wysokie zagęszczenia tego ślimaka, dochodzące nawet do 500 tysięcy osobników na metr kwadratowy.

### Odżywianie
Zdrapywacz i filtrator. Generalista pokarmowy – odżywia się detrytusem, zjada także peryfitonowe glony, okrzemki, jak i bakterie z błony powierzchniowej. Rozkładające się opadłe liście z drzew mogą również stanowić pokarm wodożytki nowozelandzkiej.

### Rozmnażanie
W swej ojczyźnie tworzy populacje składające się z samców (mniej niż 5% populacji) i samic o diploidalnej liczbie chromosomów (2n=34) lub partenogenetyczne (3n=46 lub 52). Na terenach skolonizowanych występują tylko partenogenetyczne samice. Wśród mięczaków występujących w Polsce jest to jedyny gatunek o takim sposobie rozrodu.
Udział samców w populacjach nowozelandzkich waha się od 5% do 45% – jest największy w populacjach narażonych na infestację przez pasożyty.
Długość życia oceniana jest na 6–7 miesięcy do maksimum 2 lat. Dojrzałość płciową samice osiągają między 4 i 5 miesiącem życia, przy wielkości ciała większej od 3 mm. Jest to ślimak żyworodny, liczba zarodków w komorze lęgowej może wynosić od 10 do 90. Płodność zależy od wielkości ciała osobnika, jest wyższa w wodach o podwyższonej temperaturze. W swej ojczyźnie mięczak rozmnaża się przez cały rok, na obszarach kolonizowanych – zależnie od warunków lokalnych. W Polsce, w populacjach z Górnego Śląska zaobserwowano dwa główne okresy rozrodu – kwiecień i wrzesień. Jesienią zagrzebuje się w osady denne.
Partenogenetyczny rozród i duża płodność to cechy, które ułatwiają ekspansję tego ślimaka. Nawet jeden osobnik przeniesiony poza dotychczasowy areał może stać się założycielem nowej populacji.

### Interakcje międzygatunkowe
W swej ojczyźnie liczebność populacji wodożytki jest kontrolowana przez liczne gatunki pasożytów, głównie z rodzaju Microphallus (Trematoda). Pasożytnicze przywry powodują sterylizację gospodarzy i wpływają na zmianę ich zachowania – zarażone osobniki wodożytki częściej przebywają w miejscach eksponowanych: na powierzchni zanurzonych kamieni i makrofitów, gdzie narażone są na zjedzenie przez ptactwo wodne, będące żywicielem ostatecznym przywr.
Osobniki wodożytki są w stanie wyczuć kairomony ryb i podjąć mechanizmy obronne. W obecności ryb ograniczają aktywność dzienną, małe osobniki przemieszczają się ze stanowisk eksponowanych do ukryć (np. z powierzchni kamieni pod kamienie). Osobniki zjedzone przez niektóre ryby i ptaki mogą przetrwać nieuszkodzone pasaż przez przewód pokarmowy. Zdolność tę zawdzięczają twardej muszli i obecności wieczka, które po wciągnięciu nogi szczelnie zatyka otwór muszli.
Stwierdzono, że do rozprzestrzeniania wodożytki nowozelandzkiej mogą przyczyniać się migrujące ptaki – znajdowano ją na dziobach i w piórach kaczek.
Poza obszarem pierwotnego występowania wodożytka nowozelandzka nie ma naturalnych wrogów.
Masowe pojawy wodożytki nowozelandzkiej mogą, potencjalnie, zaburzać funkcjonowanie sieci troficznych w ekosystemach (np. wskutek konkurencji o pokarm i siedliska autochtoniczne gatunki makrofauny bezkręgowej mogą zostać wyparte, to z kolei może wpłynąć na kolejne poziomy sieci troficznej – np. na ryby odżywiające się makrofauną bezkręgową).

## Znaczenie
- Wodożytka nowozelandzka wykorzystywana jest jako gatunek modelowy w ekologii ewolucyjnej, m.in. dla badania kosztów i korzyści wynikających z rozmnażania płciowego. Badania z wykorzystaniem wodożytki nowozelandzkiej dostarczyły dowodów wspierających hipotezę Czerwonej Królowej[56][57].
- Ekspansja wodożytki nowozelandzkiej na nowe tereny budzi obawy o los gatunków autochtonicznych. W Stanach Zjednoczonych w niektórych stanach wprowadzono zakaz wstępu na obszary zlewni rzek, w których pojawiły się te ślimaki, aby zapobiec dalszemu ich rozprzestrzenianiu przez turystów, rybaków, wędkarzy, nieintencjonalnie i przypadkowo rozwlekających ślimaki (np. w pojemnikach z połowami, na siatkach rybackich itp.). Było to spowodowane troską o prowadzone zabiegi reintrodukcji ryb łososiowatych[58][59]. Obserwacje prof. Strzelec wskazują na to, że inwazja wodożytki nowozelandzkiej wiąże się z niekorzystnymi zmianami w polskiej malakofaunie. Wraz z jej pojawieniem się liczebność rodzimych gatunków mięczaków ulega zmniejszeniu, aż do całkowitego zaniku niektórych z nich[55].